# Les Cases (Biosca)
Les Cases és una masia del municipi de Biosca (Solsonès) inclosa en l'Inventari del Patrimoni Arquitectònic de Catalunya.

## Descripció
És un edifici de quatre façanes i tres plantes. A la façana sud-est, hi ha l'entrada principal. A la següent planta a l'esquerra hi ha una finestra tapiada, al centre i a la dreta hi ha una finestra. Al darrer pis n'hi ha dues. A la façana sud-oest, hi ha una petita entrada a la part esquerra. A la planta següent, hi ha dues finestres amb llinda de fusta. Davant de la façana actualment hi ha un tancat fet amb xarxa. A la façana nord-oest, hi ha una petita finestra que dona al segon pis. A la façana nord-est, hi ha dues finestres que donen al segon. Hi ha un cobert adjunt a la façana. La coberta és de dos vessants(nord-est, sud-oest), acabada amb teules.
Adjunt a nord-oest i tocant a la sud-oest, hi ha un petit edifici, que té una entrada orientada al nord-est. Davant de la façana principal, hi ha l'entrada a un espai envoltat per murs. Més a la dreta, hi ha un edifici que originalment tenia funció de paller i quadra, i que ara l'estat de conservació és deficient. Té dues plantes, presenta obertures a la planta baixa a la façana orientada a la casa i una a la planta següent a l'oposada. No conserva la coberta.